# 普通数域筛选法
在数论中，普通数域筛选法（GNFS）是已知的效率最高的分解整数的算法。

分解整数n（由⌊log2 n⌋ + 1个位元组成）需要 
{\displaystyle \exp \left(\left({\sqrt[{3}]{\frac {64}{9}}}+o(1)\right)(\ln n)^{\frac {1}{3}}(\ln \ln n)^{\frac {2}{3}}\right)=L_{n}\left[{\frac {1}{3}},{\sqrt[{3}]{\frac {64}{9}}}\right]}
此步（参见L符号），它是从特殊数域筛选法引申出来的。

如果条件数域筛没有限定条件，就是指普通数域筛选。

## 方法
我们选择两个不可约分的最高次項為d和e的兩個多项式f(x)和g(x)，

令通根m是f和g mod n的根；则他们会是m阶，同时次項d 和 e比较低。

選擇最高次項為d和e的兩個多項式f（x）和g（x），它們具有整數係數，在有理數上是不可約的，並且在mod n時具有共同的整數根m。

選擇這些多項式的最佳策略尚不明確。

一種簡單的方法是為多項式選擇一個次數d，考慮n^(1/d)的多個不同m（允許在-m和m之間的數字），

並選擇f（x）作為係數最小d 且 g（x）為 x − m的多項式。
考慮數字環Z [r1]和Z [r2]，其中r1和r2是多項式f和g的根。

由於f為d次且具有整數係數，因此如果a和b為整數，則(b^d)·f（a / b）也將為r，我們將其稱為r。

類似地，s ＝ (b^e)·g（a / b）是整數。目的是找到a和b的整數值，

這些整數值同時使r和s相對於所選質數的底數平滑。

如果a和b小，則r和s也將小，大約為m的大小，並且我們有更好的機會使它們同時平滑。
具有足夠多的數對(r,s)，使用高斯消去法，可以同時使某些r和相應s的乘積成為平方。

需要一個稍微強一些的條件-它們是數字中的平方範數，但是該條件也可以通過此方法來實現。

每個r都是a-r1b的範數，因此相應因子a-r1b的乘積是Z [r1]中的平方，

類似地，因子a-r2b的乘積是Z [r2]中的平方，並且也可以計算出“平方根”。

應該指出的是，使用高斯消去法不能給出算法的最佳運行時間。取而代之的是使用稀疏矩陣求解算法，例如Block Lanczos或Block Wiedemann。

由於m是f和g mod n的根，因此從環Z [r1]和Z [r2]到環Z / nZ（整數mod n）存在同態，它們將r1和r2映射到m，並且這些同態將把每個“平方根”（通常不表示為有理數）映射為其整數表示。

現在，可以通過兩種方式將因子a-mb mod n的乘積作為一個平方來獲得-每個同態一種。

因此，可以找到兩個數字x和y，其中x^2- y^2被n整除，

並且又有可能至少有一半通過找到n和x-y的最大公約數而得到。